# Tadani, Kameanka-Buzka
Tadani (în ucraineană Тадані) este un sat în orașul raional Kameanka-Buzka din regiunea Liov, Ucraina.

## Demografie
Componența lingvistică a localității Tadani
     Ucraineană (99,36%)
     Alte limbi (0,64%)
Conform recensământului din 2001, majoritatea populației localității Tadani era vorbitoare de ucraineană (99,36%), existând în minoritate și vorbitori de alte limbi.